# Nowosil
Nowosil (ros. Новосиль) – miasto w obwodzie orłowskim Federacji Rosyjskiej, położone na prawym brzegu rzeki Zuszy, ok. 70 km na wschód od Orła. Siedziba rejonu nowosilskiego.
Ludność 4,017 (2002).
Pierwsze wzmianki w 1155. Siedziba książąt Odojewskich, jednej z gałęzi Rurykowiczów. Księstwo Nowosilskie wchodziło w skład Księstw Wierchowskich, do 1494 podległych Wielkiemu Księstwu Litewskiemu.